# Torre de Jarrubia
La torre o castillo de Jarrubia se encuentra en la población de San Llorente, valle del cuco, provincia de Valladolid, Castilla y León, España.
También se la conoció con los nombres de «Isarrubia» o «Iglesia Rubia». El abandono se produjo entre mediados del siglo XIV y mediados del siglo XVII debido a una epidemia de peste. Existen documentos que datan su despoblación en el año 1634. Actualmente es un sitio de visita turística. Hay restos de varias iglesias y de un torreón.

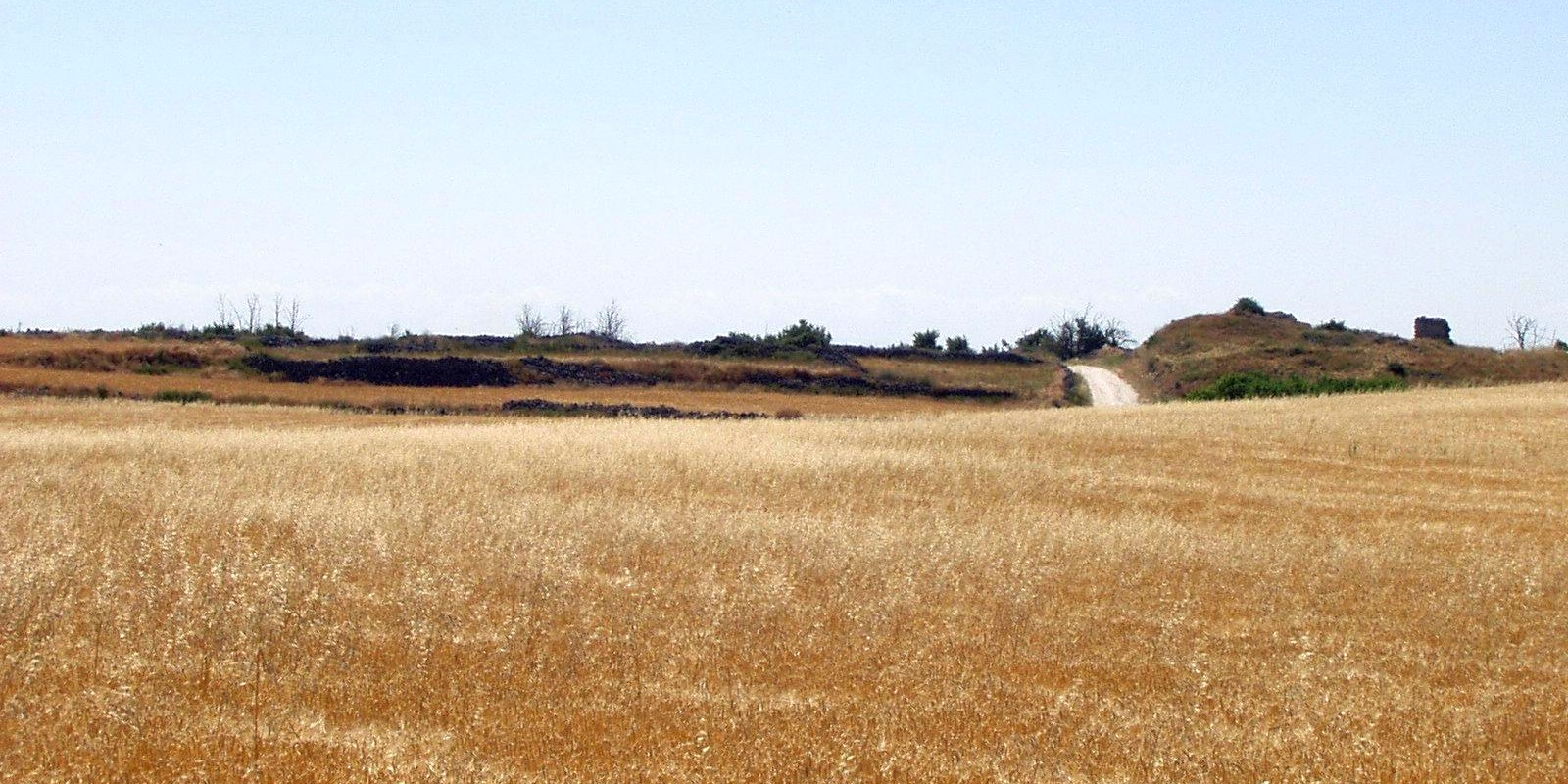
Imagen del entorno de San Llorente donde se ve la torre.